# Калала Ілунга
Калала Ілунга (*д/н — бл. 1600) — 2-й мулохве (володар) держави Луба в 1580—1600 роках. Сприяв збереженню і розбудові підвладних володінь. Ім'я Калала перекладається як «Воїн».

## Життєпис
Син Ілунги Мбіді, вождя (булопве) одного з племен народу кунда, та Буланди, сестри Конголо, мулохве Луби. Його батько за легендою був видатним військовиком, якого через підозри до його звитяг та популярності Конголо ппланував вбити, але Ілунга Мбіді втік до кунда. Разом з тим Калала Ілунга разом з матір'ю залишився в столиці Луби — Мвібеле.
Ще за часи правління вуйка Конголо уславився військовими звитягами та державною мудрістю. За міфами Конголо намагався вбити Калала Ілунга під час ритуального танцю. Але той випередив останнього, підняв повстання, перемігши військо суперника, потім вбив Конголо і став новим мулохве. Ймовірно це пізня вигадка, щоби виправдати заколот і повалення мулохве.
Для зміцнення своєї влади Калала Ілунга оголосив себе священним правителем, зосередившивши в руках окрім військової й світської влади, також вищу жрецьку. Можливо також права Калали підтверджувалися традицією передачі влади за жіночою лінією. З цього часу починається культ особистості мулохве, де оспівується як людина з надзвичайними здібностями та нащадком споконвічних правителів. Разом з тим Конголо змальовується в негативних фарбах.
Калала Ілунга продовжив політику попередника з розширення території, охопивши долини річок Луалаба і Луанга. Також розпочав збільшення володінь до озера Танганьїка. Помер Калала Ілунга близько 1600 року. Йому спадкував син Ілунга ва Луефу.